# Double Arts
Double Arts (ダブルアーツ, Daburu Ātsu) est un manga écrit et dessiné par Naoshi Komi. Il a été prépublié dans le magazine Weekly Shonen Jump (numéro 17 à numéro 41) entre mars et septembre 2008 et a été compilé en un total de trois volumes. Cependant au bout des 3 tomes l'histoire n'est pas arrivé à son terme .

## Résumé
Dans un monde, un empire. Dans cet empire, un village nommé Turm. Dans ce village : l'avenir.
Il existe dans le monde une maladie incurable nommée Troy (トロイ, Toroi). Elle est terrible et se transmet au moindre contact avec la peau. Elle est aussi appelée « maladie de l'effacement » car toute personne atteinte de cette maladie disparaît purement et simplement du monde...
Elraine Figarette est ce qu'on appelle une « sœur ». Seules les sœurs peuvent lutter contre Troy, mais elles ne peuvent l'éradiquer, juste ralentir sa progression en absorbant ses effets néfastes dans leur propre corps, quitte à en mourir dès le seuil critique atteint.
Mais les sœurs ont une autre mission : trouver celui qui est l'antidote, la personne immunisée qui permettrait de détruire Troy.
Alors qu'elle commence à mourir de la maladie, Elraine est sauvée par un jeune peintre, Kiri Luchile. Lorsqu'elle lui touche la main, elle se sent guérie... Enfin, guérie... Pas réellement car si elle lâche la main de Kiri, elle en mourra...

## Personnages principaux
- Elraine Figarette (エルレイン・フィガレット, Erurein Figaretto?)

Elle est une jeune sœur qui voyage à travers le monde afin de soigner les personnes atteintes par Troy en absorbant le poison. Mais elle a atteint sa limite et sa seule chance de survie est de ne jamais lâcher la main de Kiri. À l'âge de 8 ans elle devient une sœur et maintenant, à l'âge de 16 ans, elle a soigné plus de personnes qu'aucune autre sœur, ce qui lui a valu le surnom de "Fée Blanche" par sœur Martha. Elle a un sommeil très agité, ce qui a pour résultat de multiples contusions pour le pauvre Kiri. Elle est la narratrice de l'histoire.
- Kiri Luchile (キリ・ルチル, Kiri Ruchiru?)

Il est très optimiste et possède un talent pour le dessin. Il est la première personne à être immunisé contre Troy. Il possède également une capacité qu'il nomme Flare. Cette capacité lui permet de voir sa force, sa régénération et sa vitesse multipliées par le nombre de personnes qu'il touche. Il s'agit d'une capacité unique dans ce monde.
- Sui (スイ?)

Elle est l'amie d'enfance de Kiri ainsi que son ancienne petite-amie. Elle est très douée au combat et utilise un grand cerceau en métal comme arme. Elle aime se battre, c'est pourquoi elle n'arrête pas de provoquer les gens en duel afin de se prouver à elle-même qu'elle est la plus forte. Elle n'a perdu qu'un seul combat de sa vie, celui contre Farran Denzel.
- Farran Denzel (ファラン・デンゼル?)

Farran est une personne très mystérieuse. Il est très fort en combat cependant il a fait la promesse de ne plus jamais se battre pour les autres, mais uniquement pour lui-même. Il a appris à Kiri et Elraine un art de combat unique, le Double Arts.

## Liste des chapitres
| no | Japonais        | Japonais          |
| no | Date de sortie  | ISBN              |
| --- | --------------- | ----------------- |
| 1 | 4 août 2008     | 978-4-0887-4559-6 |
| Liste des chapitres : - 01. Âme sœur - 02. La rencontre avec les Luchile - 03. Sui - 04. La belle et la bête - 05. Spécial - One Shot. Island |                 |                   |
| 2 | 3 octobre 2008  | 978-4-0887-4583-1 |
| Liste des chapitres : - 06. Température corporelle - 07. Les corbeaux fondent sur leur proie - 08. Sa décision - 09. Ainsi, il fait de la figuration - 10. Le matin de notre départ en voyage - 11. Farran Danzel et la diseuse de bonne aventure - 12. L'homme de la rumeur - 13. Battons nous ! - 14. Nom |                 |                   |
| 3 | 4 décembre 2008 | 978-4-0887-4613-5 |
| Liste des chapitres : - 15. Sœur - 16. L'histoire de la vie de Sœur Heine - 17. Espoirs et rêves - 18. La route devant - 19. Leçon 1 - 20. Promesse - 21. Le commencement - 22. Double arts - 23. Depuis le début, tu...                                                                                    |                 |                   |

## Anecdote
Le style de combat de Sui s'inspire grandement de celui de Tira dans le jeu vidéo Soul Calibur.